# Billingham
Billingham – miasto w Anglii, w hrabstwie ceremonialnym Durham, w dystrykcie (unitary authority) Stockton-on-Tees. Leży 27 km na południowy wschód od miasta Durham i 353 km na północ od Londynu. W 2005 miasto liczyło 35 765 mieszkańców.
W mieście rozwinął się przemysł chemiczny oraz rafineryjny, jest w nim stacja kolejowa Billingham.